# Earth Simulator

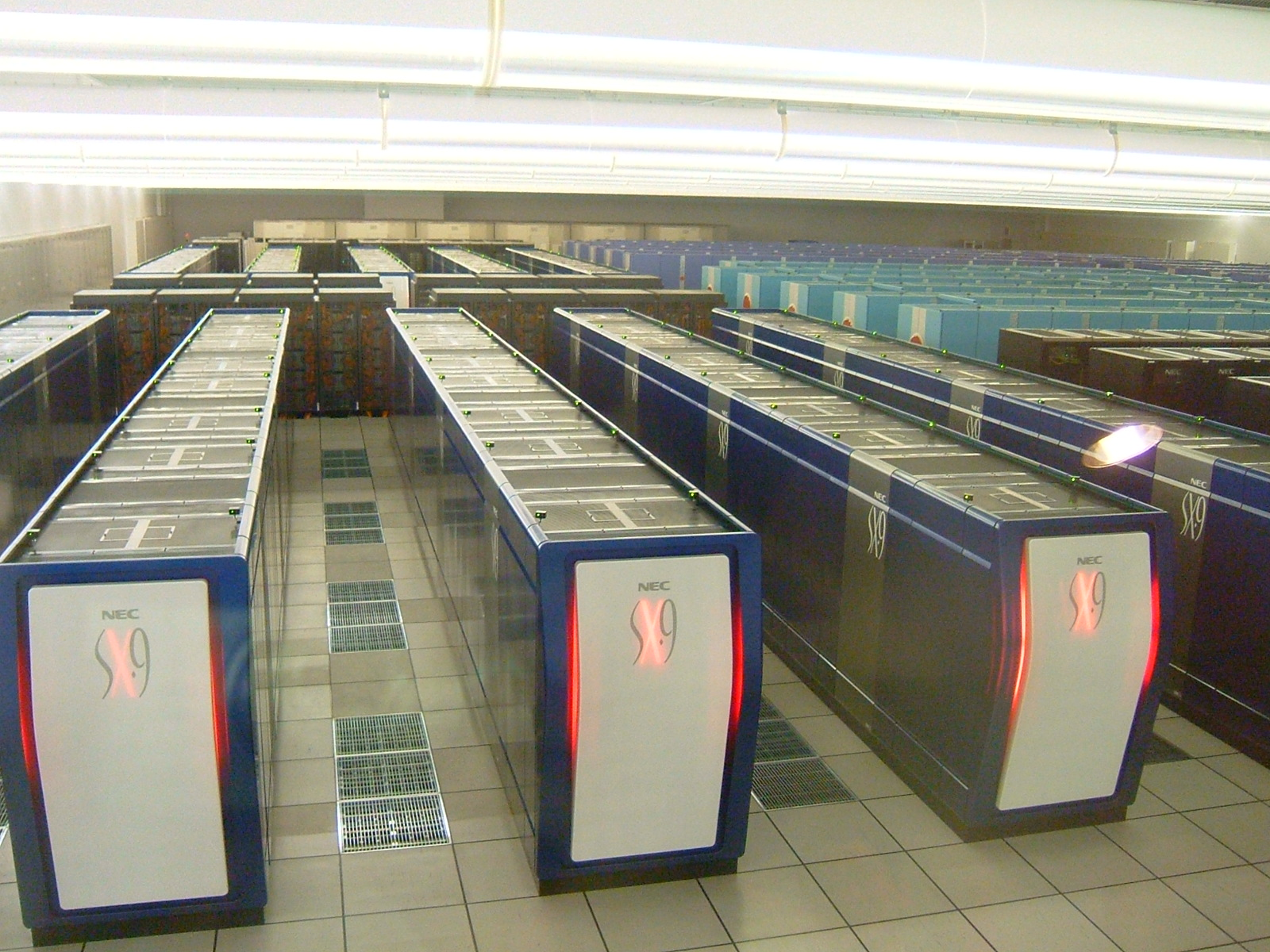
Earth Simulator

Earth Simulator – superkomputer, który w latach 2002–2004 był najszybszą maszyną na świecie. Zlokalizowany jest w Earth Simulator Centre koło Jokohamy w Japonii

## Informacje podstawowe
Budowę superkomputera rozpoczęto w październiku 1999 i zakończono w lutym 2002. Oficjalną stronę otworzono 11 marca 2002. Koszt projektu oszacowano na ok. 7 miliardów jenów.
Maszyna została zbudowana przez firmę NEC i bazuje na architekturze SX-6. Składała się z 640 węzłów, każdy z ośmioma procesorami wektorowymi oraz 16 gigabajtami pamięci RAM, co daje w sumie 5120 procesorów oraz 10 terabajtów pamięci. Posiadała także 700 terabajtów pamięci dyskowej (450 terabajtów przeznaczonych na system oraz 250 dla użytkowników).
W momencie ukończenia budowy miał szybkość 35,86 TFLOPS i był 5 razy szybszy od drugiego pod względem mocy w tym czasie superkomputera na świecie, ASCI White ulokowanego w USA i używanego do modelowania wybuchów jądrowych. W 2009 roku powstała jego nowa wersja, o szybkości 122 TFLOPS. Bez tych ulepszeń w 2011 roku znalazłby się poza listą 500 najszybszych superkomputerów na świecie (w czerwcu 2011 komputer na 500 miejscu listy miał wydajność 40 TFLOPS).
Earth Simulator jest wykorzystywany do tworzenia wirtualnego modelu Ziemi. Może przeprowadzać obliczenia modelu opisującego całą atmosferę Ziemi z rozdzielczością 10 km. Dzięki tej symulacji można śledzić zmiany klimatyczne na naszym globie i przewidywać różnorodne zjawiska atmosferyczne.